# آرثر أسا بيرغر
آرثر أسا بيرغر (بالإنجليزية: Arthur Asa Berger)‏ هو صحفي أمريكي، ولد في 1933 في بوسطن في الولايات المتحدة.

## وصلات خارجية
- الموقع الرسمي